# Oakville (Iowa)
Oakville es una ciudad ubicada en el condado de Louisa en el estado estadounidense de Iowa. En el Censo de 2010 tenía una población de 173 habitantes y una densidad poblacional de 157,54 personas por km².

## Geografía
Oakville se encuentra ubicada en las coordenadas 41°5′53″N 91°2′38″O / 41.09806, -91.04389. Según la Oficina del Censo de los Estados Unidos, Oakville tiene una superficie total de 1.1 km², de la cual 1.09 km² corresponden a tierra firme y (1.18%) 0.01 km² es agua.

## Demografía
Según el censo de 2010, había 173 personas residiendo en Oakville. La densidad de población era de 157,54 hab./km². De los 173 habitantes, Oakville estaba compuesto por el 97.69% blancos, el 0% eran afroamericanos, el 0% eran amerindios, el 0% eran asiáticos, el 0% eran isleños del Pacífico, el 0.58% eran de otras razas y el 1.73% pertenecían a dos o más razas. Del total de la población el 2.89% eran hispanos o latinos de cualquier raza.